# Briggsia rosthornii
Briggsia rosthornii là một loài thực vật có hoa trong họ Tai voi. Loài này được (Diels) B.L.Burtt mô tả khoa học đầu tiên năm 1958.